# Tênis (vestuário)

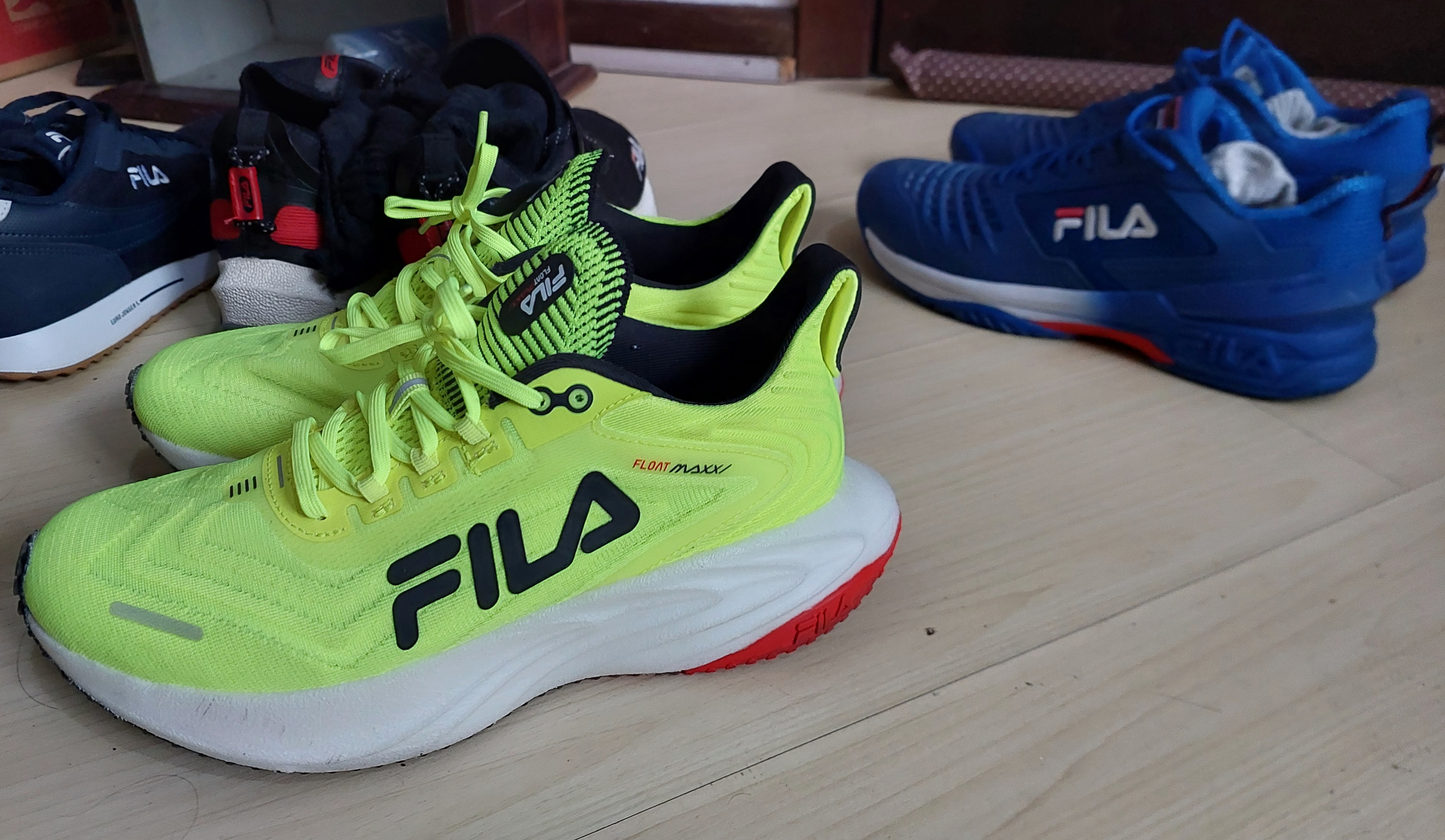
Alguns pares de tênis da empresa sul-coreana Fila.

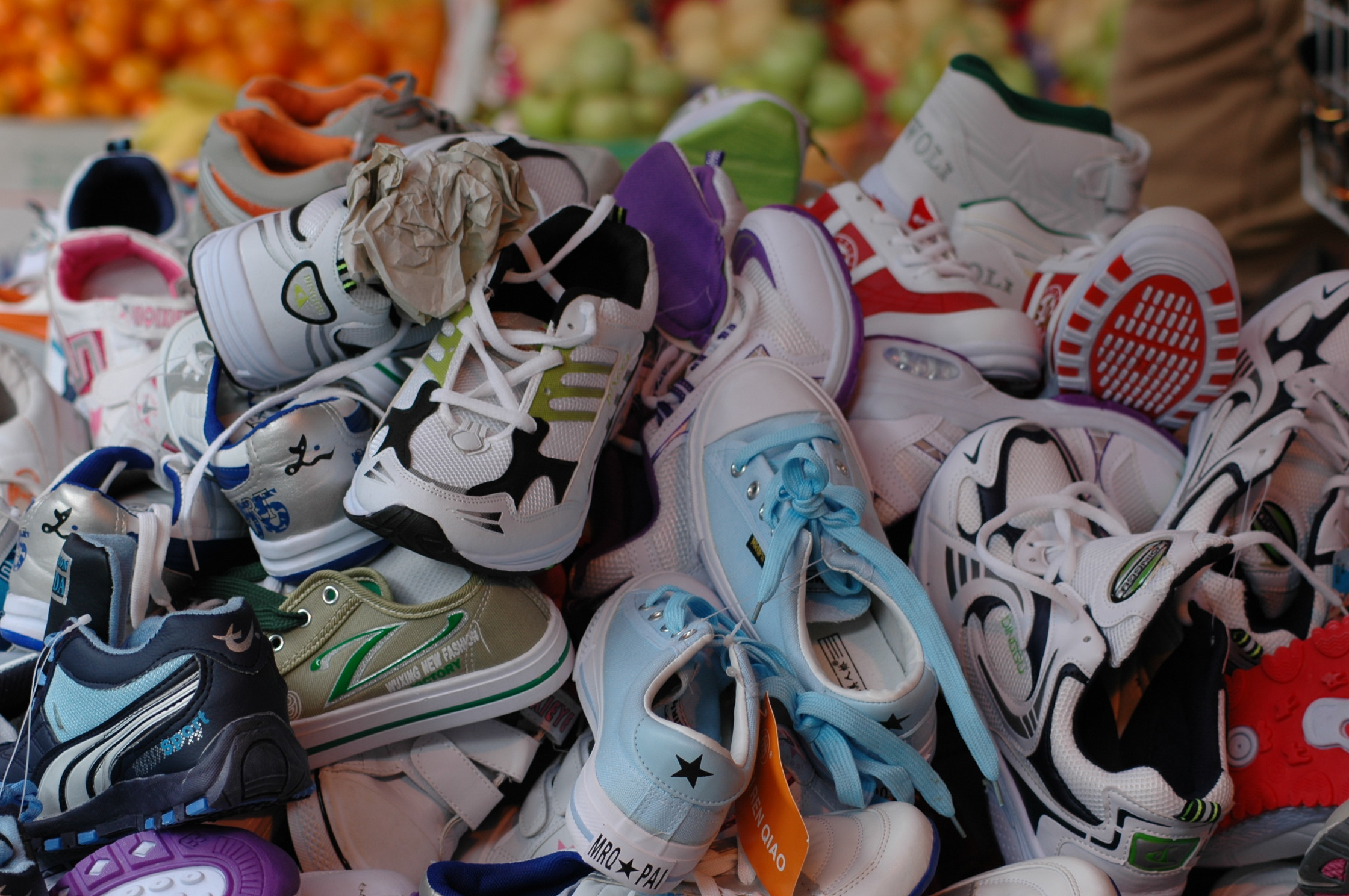
Um punhado de tênis

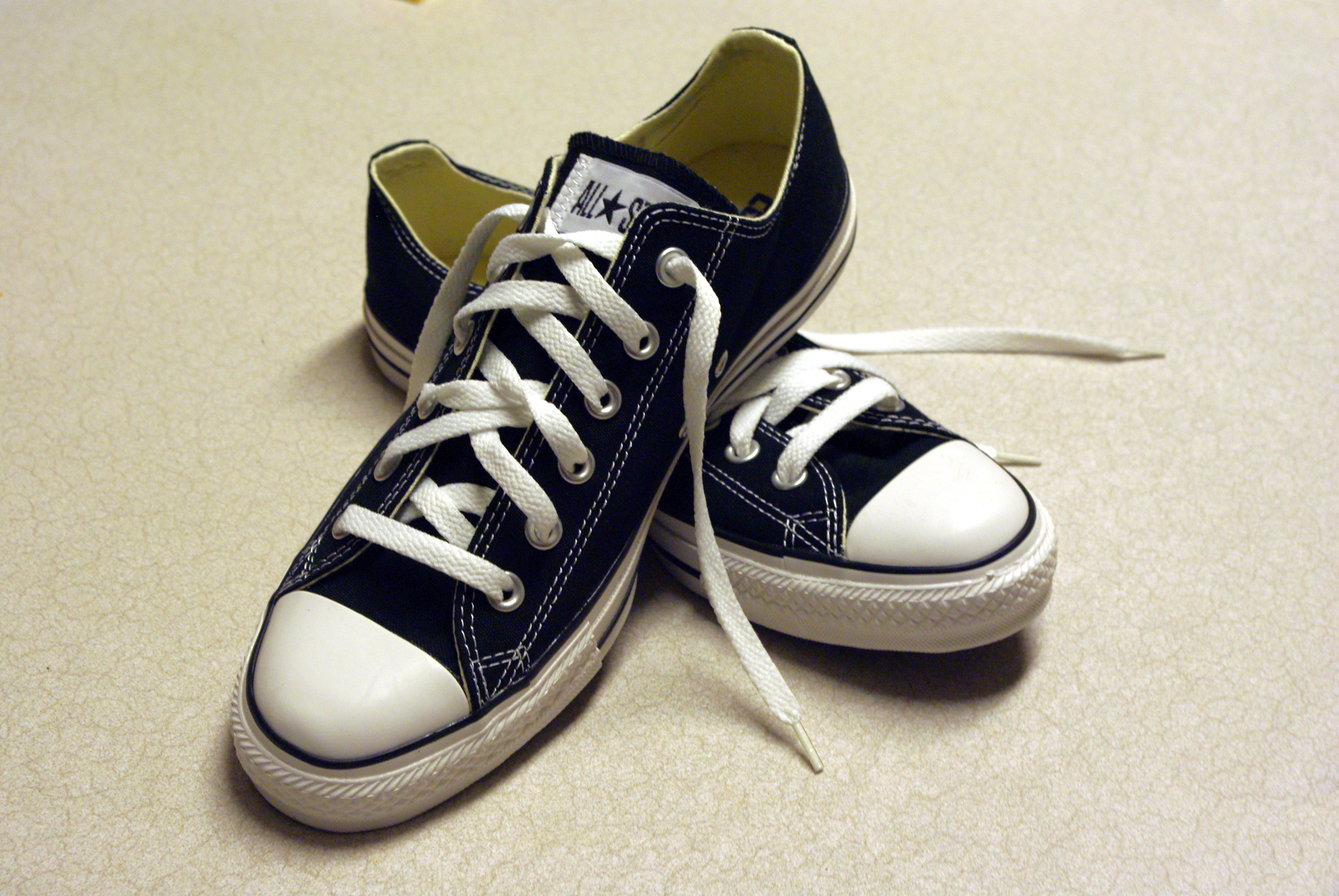
Um par de tênis All Star.

Tênis (português brasileiro) ou ténis/sapatilha (português europeu) ou quede(português angolano) é um tipo de calçado. Foi idealizado como acessório na prática de desporto, mas atualmente é amplamente utilizado no vestuário casual.

## História do Tênis
O tênis, como conhecemos hoje, é um calçado esportivo que se originou no final do século XIX. Acredita-se que o primeiro modelo de tênis tenha sido criado na década de 1860, na Inglaterra, como uma alternativa mais confortável e menos barulhenta aos sapatos de sola dura que eram usados para jogar tênis de grama na época.
O nome "tênis" foi dado ao calçado em homenagem ao esporte em que ele era usado. Originalmente, os tênis eram feitos de lona e borracha, com uma sola de borracha vulcanizada. Esses materiais tornavam o calçado mais leve e confortável para jogar tênis e outros esportes.
Nos anos seguintes, o tênis se tornou cada vez mais popular, não só como um calçado esportivo, mas também como um item de moda. Na década de 1920, o tênis começou a ser fabricado em uma variedade de cores e estilos, e as pessoas começaram a usá-lo como um item de moda casual.
Durante a Segunda Guerra Mundial, a produção de tênis diminuiu, devido à escassez de materiais e à necessidade de priorizar a produção de artigos militares. No entanto, após a guerra, a popularidade dos tênis explodiu novamente, impulsionada em grande parte pela ascensão do tênis profissional como um esporte competitivo.
Na década de 1960, a empresa alemã Adidas lançou o primeiro tênis com uma sola de borracha com pregos, conhecido como "sapatilha de cravos". Esse modelo de tênis foi especialmente projetado para melhorar o desempenho dos atletas em pistas de corrida e campos de atletismo, e rapidamente se tornou um sucesso entre os corredores profissionais.
Nos anos seguintes, outras empresas começaram a produzir tênis com designs inovadores e recursos tecnológicos avançados, como amortecimento de impacto e suporte para o arco do pé, como por exemplo a sul-coreana Fila (empresa) que desenvolveu na década de 2010, em seu laboratório no Brasil, o Dass Creation Center, localizado no Rio Grande do Sul, o primeiro tênis com placa de carbono, o Fila Racer Carbon, criado para atletas profissionais de corrida e também a tecnologia de amortecimento FLOAT, que está em sua terceira geração, presente no Float Elite e Float Maxxi, tornando o Brasil em um dos mais importantes pólos de desenvolvimento de tecnologia em tênis do mundo.

## Mercado do tênis hoje
Nos últimos anos, o mercado de tênis cresceu ainda mais com a popularidade dos sneakers, tênis casuais com designs modernos e coloridos, como o Fila Renno Vintage, que se tornaram um item de moda indispensável para muitas pessoas.
Além disso, os avanços tecnológicos na fabricação de tênis continuam a evoluir. Hoje em dia, as empresas de calçados esportivos estão criando tênis com materiais e tecnologias cada vez mais avançadas, como tecidos respiráveis, como o FILA KR6 ou RACER T2, solas antiderrapantes e sistemas de amortecimento de impacto, como o Energized Rubber, ou Ultra Foam, presente no FILA SPIDER, que reduzem o estresse nas articulações e nos pés. Além disso, estão em voga tênis de linha ecológica, calçados elaborados com materiais reciclados, como as versões Green Pack da Fila (empresa).
O tênis também se tornou-se um símbolo de cultura e estilo de vida em todo o mundo. A cultura sneakerhead, por exemplo, envolve a coleção e o comércio de tênis raros e exclusivos. Os tênis também desempenharam um papel importante em movimentos culturais como o hip-hop e o skate, onde os skatistas usam tênis para proteger os pés e obter uma aderência adequada ao andar de skate, como é o caso do Fila Corda.

Em resumo, o tênis passou de um simples calçado esportivo para se tornar um item de moda e um símbolo de cultura em todo o mundo. Com seus designs inovadores e tecnologias avançadas, o tênis continua a evoluir e a crescer em popularidade.

## Marcas notáveis
- Adidas
- Asics
- Converse
- Kappa
- Nike
- Puma
- Reebok
- Saucony
- Umbro
- Under Armour
- Vans

## Cultura "Sneakerhead"
Os tênis têm sido uma parte importante das culturas do hip hop (principalmente Pumas, Nike e Adidas) e do rock 'n roll (Converse, Vans) desde a década de 1970. Artistas de hip hop assinam acordos de milhões de dólares com grandes marcas como Nike, Adidas ou Puma para promover seus sapatos. Os colecionadores de tênis, chamados de "sneakerheads", consideram os tênis como itens da moda. As empresas de tênis incentivam essa tendência produzindo tênis raros em número limitado, muitas vezes a preços de varejo muito altos. Tênis modificados artisticamente podem ser vendidos por mais de US$ 1.000 em estabelecimentos exclusivos como a Saks Fifth Avenue. Em 2005, foi lançado o documentário Just for Kicks, sobre o fenômeno e a história do tênis.